# 卡乔奥里卡斯
卡乔奥里卡斯（Khajoori Khas），是印度德里North East县的一个城镇。总人口45090（2001年）。

## 人口
该地2001年总人口45090人，其中男性24416人，女性20674人；0—6岁人口9134人，其中男4874人，女4260人；识字率52.93%，其中男性为60.14%，女性为44.41%。